# Du'a Khalil Aswad
Du'a Khalil Aswad (دعاء خليل أسود) (c. 1989 o 1990 – 7 de abril de 2007) fue una joven kurda iraquí de la fe yazidí quien fue lapidada a muerte en un crimen de honor, con solo 17 años. Se cree que la mataron alrededor del 7 de abril de 2007, pero el incidente no salió a luz hasta que el vídeo de la lapidación, grabado al parecer en un teléfono móvil, apareció en Internet.

## Motivo
Algunos informes dicen que Aswad fue asesinada por convertirse al islam para poder casarse con un muchacho iraquí sunita. Se disputa independientemente si ella se convirtió realmente al islam. Otras fuentes indican que Aswad murió en castigo por estar ausente de su casa una noche.

## Muerte
La menor, miembro de la minoría religiosa iraquí yazidí del poblado de Bahzan, en el norte de Irak, fue lapidada por un grupo de ocho o nueve hombres y en presencia de una gran multitud en la ciudad de Bashika, cercana a la ciudad de Mosul. Al parecer, algunos de sus familiares participaron en el homicidio.
Algunos informes indican que se había convertido al islam, pero otras lo niegan. Según los informes, inicialmente un jefe tribal yazidí le dio refugio en su casa, pero sus asesinos irrumpieron en la vivienda, la sacaron y la lapidaron hasta la muerte. Su muerte, que duró unos 30 minutos, fue grabada en un vídeo que se ha difundido ampliamente y está en Internet. Según los informes, en ella puede verse que había miembros de las fuerzas de seguridad presentes, pero que no impidieron la lapidación ni detuvieron a los responsables.

## Repercusiones
Cuatro hombres fueron arrestados por el crimen. También hubo manifestaciones contra los asesinatos de honor en Erbil. El 23 de abril de 2007 extremistas sunitas mataron a 23 yazidis por lo ocurrido y se cree, que ese crimen contribuyó a un atentado en Sindschar el 14 de agosto de 2007, en el que 800 personas murieron.